# Нуэ

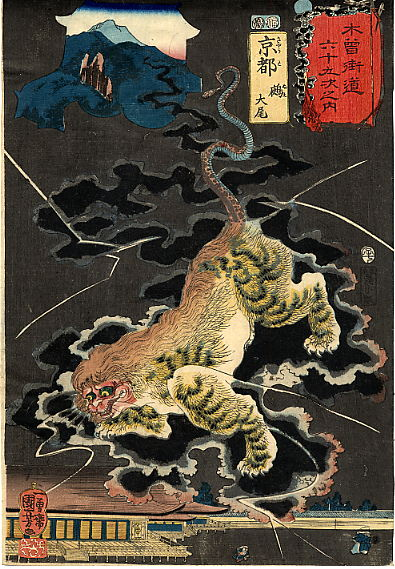
Утагава Куниёси, Тайби (Конец), 1852. Картина изображает нуэ, спускающееся на императорский дворец в чёрном облаке

Нуэ (яп. 鵺) — мифическое существо, замеченное не раз в древних летописях средневековой Японии. Имеет голову обезьяны, тело тануки, ноги тигра и змею вместо хвоста. Нуэ может превращаться в чёрное облако и летать. Из-за внешнего вида его иногда называют японская химера. Она не является хищником, однако питается людскими страхами.
Нуэ описывается в исторической японской летописи, относящейся к XII веку. В главе "Нуэ" описывается следующее:
"В эпоху Нимпё, в царствование государя Коноэ, император каждую ночь страдал от непонятной болезни, и его мучили кошмары, от которых он даже лишался сознания. Обратились к самым высшим священнослужителям. Они читали заклинания и самые святые молитвы, но это не помогало. Каждую ночь в час Быка у государя случался припадок. В этот час над рощей за Третьей Восточной дорогой вставала черная клубящаяся туча, нависала над дворцом и заставляла императора страдать".
Император обратился к своему проверенному самураю, который напугал Нуэ, и она оставила императора. Позже история повторилась, и Нуэ снова стала мучить другого императора. Однако самурай Минамото-но Ёримаса подстрелил Нуэ из лука, и чудовище упало на императорский двор. В книге Нуэ называют птицей-оборотнем, которая летает и кричит по ночам, но имеет облик обезьяны, тануки, тигра и хвост змеи.

## В литературе
Одно из первых упоминаний было в книге «Хэйке моногатари» (в переводе на русский «Повесть о доме Тайра» в переводе И. Львовой (Ирины Иоффе).